# Allgemeine Hypotheken-Ordnung für die gesamten Königlichen Staaten
Die Allgemeine Hypotheken-Ordnung für die gesamten Königlichen Staaten war die Rechtsgrundlage für die Anlage und Führung der Grundbücher im Königreich Preußen. Sie wurde am 20. Dezember 1783 erlassen und fand mit der preußischen Grundbuchordnung vom 5. Mai 1872 ihre Erledigung. Zugrunde lag der Grundsatz: Quod non est in actis, non est in mundo. („Was nicht in den Akten ist, existiert nicht in der Welt“).
Sie bezog sich zunächst nur auf die königlichen Amtsdörfer und galt nicht für Adlige und Stadtgüter. Es wurden erstmals Grund- und Hypothekenakten eingeführt, die beim Gericht, dem Domainen-Justiz-Amt (in den Akten oft abgekürzt als DJA), geführt und hinterlegt wurden. Um 1808 wurden solche Akten auch für die adligen Güter und deren Pächter vorgeschrieben. Dieses Gericht hieß im Laufe seiner Historie von
- 1808–1849 Land- und Stadtgericht,
- 1849–1879 Kreisgericht,
- ab 1879 Amtsgericht.

Landkontrakte (Kaufverträge und Erbrezesse) wurden ausgehandelt und aufgesetzt in Anwesenheit von zwei Landgeschworenen, die vom Gericht eingesetzt waren und den Besitz in immobiliarer wie mobiliarer Hinsicht mit den zugehörigen Pertinentien taxirten (= bewerteten).
1783/84 wurde bei jedem Erbpächter ein Gerichtsprotokoll aufgenommen zur Feststellung der Erbbesitzverhältnisse. Dabei wurden festgestellt:
1. Lage, Grenzen und Pertinentien (= Zubehör zum Grundbesitz in Form von Rechten und Sachen) – mit Nennung der Nachbarn.
2. Besitzer und dessen titulus possessonis unter Vorlage der Kauf- oder Erbkontrakte. Diese Kontrakte wurden als copia vidimata (= beglaubigte Abschrift) bei den Beilageakten geführt und geben oft Auskunft über Jahrzehnte der Vergangenheit vor 1783.
3. Wert des Grundstücks (oft aufgrund des Versicherungswertes der Feuer-Societaet).
4. Schulden und Real-Verbindlichkeiten (Onera einschl. Vormundschaften).

Nach Aufnahme des Protokolls durch den Actuarius (= Gerichtsschreiber) wurde dem Hof eine Akten-Nummer zugeteilt, die der Besitzer binnen 8 Tagen bei Strafe anzuschaffen und über seiner Haustür anzuschlagen hatte. Diese Nummer war anfangs identisch mit der Nummer in der Praestations-Tabelle.